# Ernst Fuchs

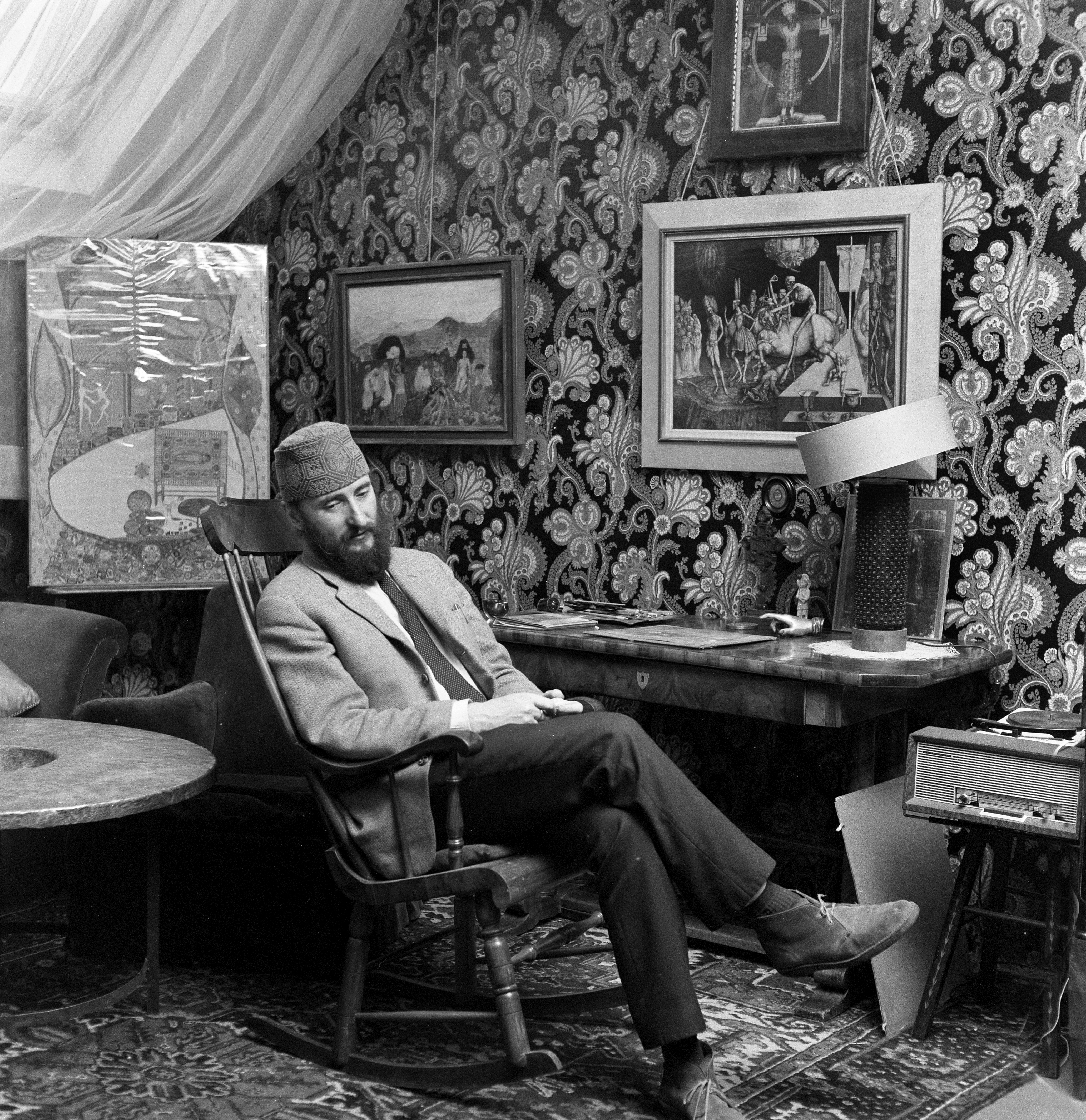
Ernst Fuchs 1973.

Ernst Fuchs (13 de fevereiro de 1930 - 9 de novembro de 2015) foi um pintor, desenhista, escultor, arquiteto, cenógrafo, compositor, poeta e cantor austríaco, um dos fundadores da Vienna School of Fantastic Realism.

## Vida e trabalho
Fuchs estudou escultura com Emmy Steinbock (1943), frequentou a Escola de Pintura de St. Anna, onde estudou sob o Professor Fröhlich (1944) e entrou na Academia de Belas Artes de Viena (1945), onde iniciou seus estudos sob o professor Robin C. Anderson , depois se mudando para a classe de Albert Paris von Gütersloh.
Na Academia, conheceu Arik Brauer, Rudolf Hausner, Fritz Janschka, Wolfgang Hutter e Anton Lehmden, juntamente com quem mais tarde fundou o que se tornou conhecido como a Escola de Viena de Realismo Fantástico. Ele também foi membro fundador do Art-Club (1946), bem como o Hundsgruppe. Fuchs morreu aos 85 anos em 9 de novembro de 2015.

## Publicações
- Architectura caelestis: die Bilder des verschollenen Stils. Salzburg: Residenz, 1966/Pb ed., Dtv, 1973.
- Album der Familie Fuchs. Salzburg: Residenz, 1973.
- Im Zeichen der Sphinx: Schriften und Bilder. Munique: Walter Schurian (ed.), Dtv, 1978.
- Aura: Ein Märchen der Sehnsucht. Munique: Dtv, 1981.
- Der Prophet des Schönen: Arno Breker. Marco, 1982.
- Von Jahwe: Gedichte. Munique, 1982.

## Compilações
- HAIDER, Friedrich. Ernst Fuchs - Zeichnungen und Graphik aus der frühen Schaffensperiode - 1942 bis 1959. Viena: Löcker-Verlag, 2003. ISBN 3-85409-387-X
- SCHURIAN, Prof. Dr. Walter. Fantastic Art. Taschen, 2005. ISBN 978-3-8228-2954-7 (edição em inglês)
- Metamorphosis. beinArt, 2007. ISBN 978-0-9803231-0-8